# Maqsura

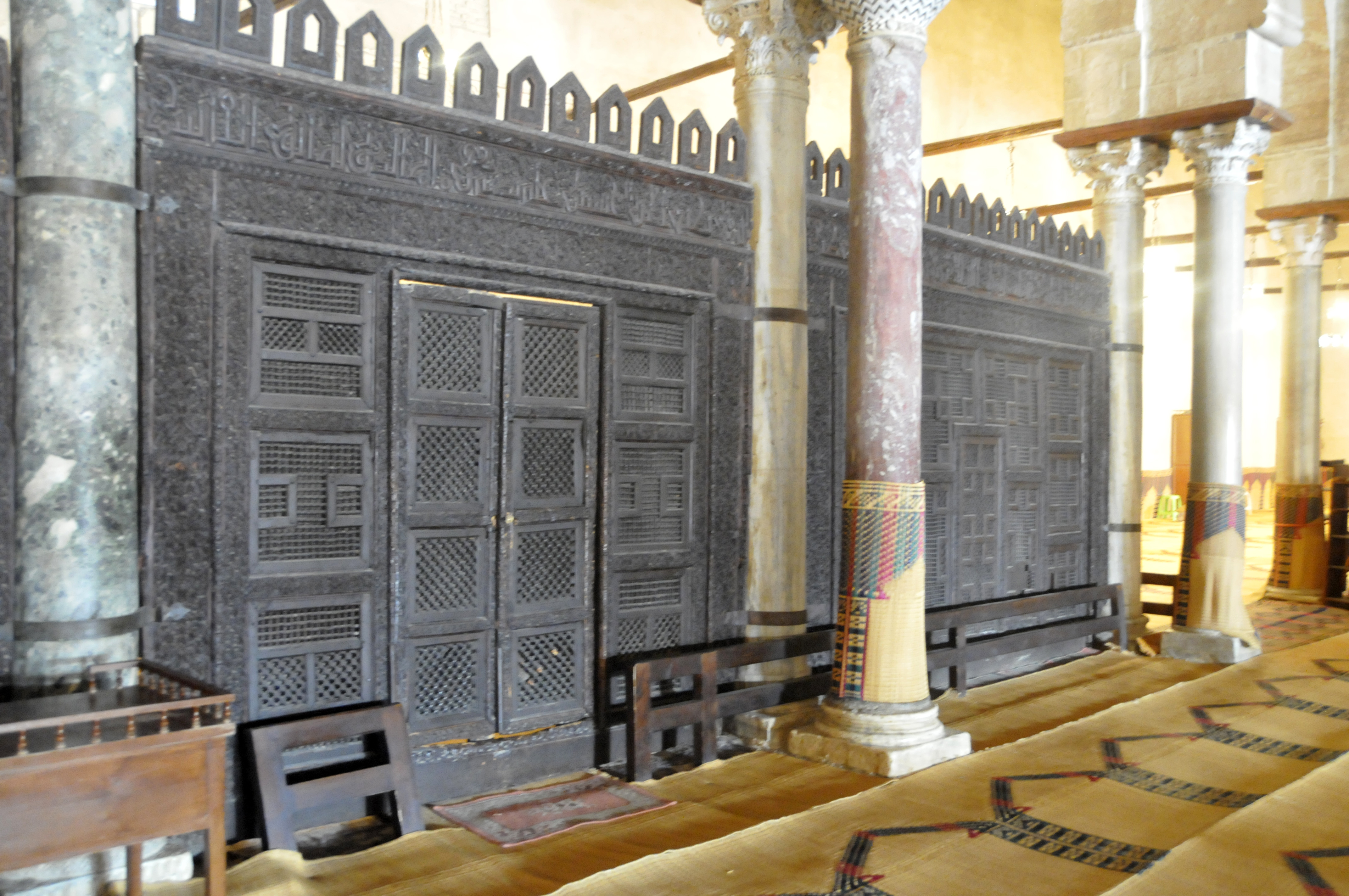
Maqsura da Grande Mesquita de Cairuão

Maqsura (Árabe مقصورة), no contexto da arquitetura islâmica, é um espaço encerrado, cubículo ou divisória de madeira perto do mirabe ou ao centro da parede da quibla, inicialmente desenhada para proteger o soberano local de eventuais assassinos.